# This Is My Time
A This Is My Time a híres afrikai pop/R&B/Soul előadó, Danny K harmadik szólóalbuma. 2006 októberében került forgalomba. Két évnyi munkát igényelt a lassú és pörgős számokkal teli korong elkészítése. Az albumon található dalokat Dél-Afrikában, Londonban és az Egyesült Államokban rögzítették. Danny K eddigi kiadója mellett, az album kiadását saját zenei cége is támogatja. A korong 2007-ben a SAMA (South-African Music Awards) Díjátadón elnyerte az Év Pop Albumának járó elismerést.

## Dallista
1. This Is My Time
2. Shorty
3. Separate Lives
4. Clothes Off
5. Real Man
6. Outdacontrol
7. Knock Me Out
8. 1000 Sorrys
9. I Like Yo Style
10. Everything About U
11. One Night
12. Unfrozen
13. I Love You
14. All About You
15. It Doesn't Matter

## Kislemezek
- Shorty
- Unfrozen
- Real Man
- This Is My Time